# Kalina Hlimi-Pawlukiewicz
Kalina Hlimi-Pawlukiewicz (ur. 9 stycznia 1982 w Warszawie) – polska wokalistka, aktorka teatralna i filmowa, a także kompozytorka, improwizatorka, scenarzystka, autorka tekstów.

## Życiorys
Ukończyła średnią szkołę muzyczną w 2007 ukończyła studia aktorskie Państwowej Wyższej Szkoły Teatralnej w Krakowie. Absolwentka PWSFTViT w Łodzi oraz Wajda School w Warszawie. Na deskach teatralnych debiutowała rolą Panny Młodej w „Krwawym Weselu” Garcia Lorca w Teatrze Łaźnia Nowa w Krakowie.
Ma na koncie główną rolę w filmie „Klajmax” w reż. Grażyny Treli. Od 2007 roku kreuje postać Weroniki w serialu TVP „Barwy szczęścia”. Zagrała również w serialu "W rytmie serca". Współpracowała z Teatrem Studio w Warszawie oraz z Kabaretem na Koniec Świata Teatru Dramatycznego w Warszawie. Jest współzałożycielką teatralnej grupy improwizatorskiej „Maki Boskie”. Gra na harfie i fortepianie.
W listopadzie 2016, jej debiutancki singiel "Nawet jeśli", do którego napisała i skomponowała muzykę, dotarł do pierwszego miejsca Parady Przebojów RDC. Podobnie było z kolejnymi singlami: "Pamiętam Cię" oraz "Biuro rzeczy znalezionych" które zostały bardzo dobrze przyjęte przez fanów oraz branżę muzyczną w Polsce.
22 września 2017 roku zadebiutowała ze swoją pierwszą popową płytą pt. "Czyste szumienie". Płycie patronuje m.in. Trójka Polskiego Radia, Magazyn KMAG, TVP Kultura oraz Legalna Kultura.
Jest wegetarianką i propagatorką zdrowego stylu życia. Angażuje się w akcje społeczne na rzecz zwierząt oraz osób starszych. Wystąpiła między innymi w kampanii “Zwierzę to nie prezent”, wspiera Fundację VIVA, czynnie wspiera Dom Artysty Weterana w Skolimowie przy ZASP2017-09.

## Filmografia
- 2017: W rytmie serca
- od 2014: Barwy szczęścia – jako Weronika Puszczyk, przyrodnia siostra Romana
- 2013: Rehabilitacja – jako żona
- 2011: Klajmax – jako Weronika
- 2007: Cisza wrześniowa
- 2008: Ojciec Mateusz – jako Gosia Maj, właścicielka naleśnikarni (odc. 123)
- 2008–2011: Barwy szczęścia – jako Weronika Puszczyk
- 2007: Biuro kryminalne (odc. 32)
- 2004: Pręgi
- 2004–2007: Pierwsza miłość – jako Basia, pielęgniarka na oddziale chirurgii Szpitala Kolejowego we Wrocławiu
- 2004: Kryminalni – dziewczyna (odc. 11)
- 2003: Ślad
- 2003: Czego się boją faceci, czyli seks w mniejszym mieście – jako Goska (odc. 10, seria 2)

## Dyskografia

### Albumy
| Tytuł            | Dane dot. albumu                              |
| ---------------- | --------------------------------------------- |
| Czyste szumienie | Data: 22 września 2017 Wydawca: Polskie Radio |

### Single
| Tytuł                     | Rok  | Album            |
| ------------------------- | ---- | ---------------- |
| Nawet jeśli               | 2017 | Czyste szumienie |
| Pamiętaj mnie             | 2017 | Czyste szumienie |
| Biuro rzeczy znalezionych | 2017 | Czyste szumienie |

## Spektakle teatralne (wybór)
- 2013: Łauma. Bajka zbyt straszna dla dorosłych jako Dorotka (reż. R. Samborski, Teatr Studio im. Stanisława Ignacego Witkiewicza), nagroda za grę aktorską na Festiwalu Teatralnym Korczak 2013
- 2011: 5 sierpnia Rzeź na Woli jako Janina Mamontowicz (reż. M. Brama, Muzeum Powstania Warszawskiego)
- 2010: Śnieżniczka jako Śnieżniczka (reż. W. Banaś)
- 2009: Kaligramy jako Orator (reż. W. Szymański)
- 2009: Moralność Pani Dulskiej, czyli w poszukiwaniu zaginionego czakramu jako Hesia (reż. B. Szydłowski, Teatr Łaźnia Nowa)
- 2007: Krwawe wesele, czyli muzyczna opowieść o cygańskim sercu jako Panna Młoda (reż. B. Szydłowski, Teatr Łaźnia Nowa)
- 2007: Jazz baba riba (reż. S. Melski, Teatr Mały Wrocław)
- 2007: Spot! (reż. Sz. Turkiewicz, Teatr Zakład Krawiecki we Wrocławiu)
- 2006: Stosunki damsko – męskie (reż. Sz. Turkiewicz, Teatr Zakład Krawiecki we Wrocławiu)
- 2006: Dni, których nie znamy (reż. P. Guzek)